# Rick Upchurch
Richard Upchurch (* 20. Mai 1952 in Toledo, Ohio) ist ein ehemaliger US-amerikanischer American-Football-Spieler. Er spielte unter anderem als Wide Receiver in der National Football League (NFL) bei den Denver Broncos.

## Spielerlaufbahn

### Collegekarriere
Rick Upchurch wurde in Toledo geboren, wuchs aber in Holland auf. Dort besuchte er auch die Highschool. Nach seinem Schulabschluss wechselte er über das Centerville Community College in Centerville, Iowa, an die University of Minnesota, wo er als Footballspieler und Leichtathlet aktiv war. Für die Golden Gophers spielte er als Wide Receiver, sowie als Punt- und Kick-off-Returner. Im Jahr 1974 wurde er in die zweite Auswahlmannschaft der Big Ten Conference gewählt. Sowohl 1973, als auch im Jahr 1974 wurde er von seinem College aufgrund seiner sportlichen Leistungen ausgezeichnet.

### Profikarriere
Upchurch wurde im Jahr 1975 von den Denver Broncos in der vierten Runde an 95. Stelle gedraftet. Upchurch wurde von seinem Head Coach John Ralston in der Offense der Broncos als Wide Receiver und Return Spezialist eingesetzt. Bereits in seinem ersten Spiel als Rookie machte Upchurch landesweit auf sich aufmerksam. Am ersten Spieltag lagen die Mannschaft aus Denver gegen die Kansas City Chiefs mit 10:0 zurück. Upchurch erzielte in der ersten Spielhälfte mit einem Lauf über eine Strecke von 13 Yards einen Touchdown und fing in der zweiten Hälfte einen Pass seines Quarterbacks und lief diesen über eine Strecke von 90 Yards zu seinem zweiten Touchdown in die gegnerische Endzone. Mit zwei weiteren Passfängen über insgesamt 63 Yards Raumgewinn trug er entscheidend zum 37:33-Sieg seiner Mannschaft bei. In der Saison 1977 gewann Richard Upchurch mit der Mannschaft aus Colorado die Meisterschaft in der American Football Conference (AFC). Die Broncos hatten in der regular Season zwölf von 14 Spielen gewonnen und konnten sich mit dieser Leistung für die Play-offs qualifizieren. Gegner im AFC Endspiel waren die Oakland Raiders die mit 20:17 geschlagen werden konnten. Mit diesem Sieg konnte sich Upchurch und seine Mannschaft für den Super Bowl qualifizieren. Gegner im Super Bowl XII waren die Dallas Cowboys. Upchurch konnte mit drei Kick-off-Returns einen Raumgewinn von 94 Yards erzielen. Weitere 22 Yards erzielte er mit Punt-Returns und neun Yards mit einem Pass von Quarterback Craig Morton. Das Spiel gegen die Cowboys verloren die Broncos aber dennoch mit 27:10. Rick Upchurch beendete nach der Saison 1983 seine Laufbahn, in der er verschiedene Jahresbestleistungen aufgestellt hatte. Im Jahr 1976 hatte er vier Touchdowns durch Punt Return erzielen können. Im folgenden Jahr konnte er mit 51 Punt Returns einen Raumgewinn von 653 Yards erzielen.

## Abseits der NFL
Rick Upchurch trainierte nach seiner Laufbahn zwei High-School-Footballmannschaften. Er war der Lebensgefährte der späteren Außenministerin der Vereinigten Staaten Condoleezza Rice. Upchurch ist verheiratet und hat vier Kinder. Der an Leukämie leidende Upchurch lebt heute in Mesquite, Nevada.

## Ehrungen
Rick Upchurch spielte viermal im Pro Bowl, dem Abschlussspiel der besten Spieler einer Saison. Er wurde fünfmal zum All-Pro gewählt. Upchurch ist Mitglied im NFL 1970s All-Decade Team, im NFL 1980s All-Decade Team und in der University of Minnesota Sports Hall of Fame.